# Les Pléiades
Les Pléiades är en kulle i Schweiz. Den ligger i distriktet Riviera-Pays-d'Enhaut och kantonen Vaud, i den sydvästra delen av landet, 70 km sydväst om huvudstaden Bern. Toppen på Les Pléiades är 1 362 meter över havet.